# テオドール・ギュダン
テオドール・ギュダン（Jean Antoine Théodore Gudin、1802年8月15日 - 1880年4月11日）は、フランスの海洋画家である。1830年にもう一人の海洋画家、ルイ＝フィリップ・クレパンとともに、フランス海軍の公式画家（Peintre officiel de la Marine）となり、フランス海軍の海戦や軍艦を描いた。

## 略歴
パリに生まれたが、父親については知られておらず、母親によって兄のジャン＝ルイ・ギュダン(1799-1823)とともに育てられた。海軍士官学校に入学するが、退校しアメリカに渡り、1819年にアメリカ海軍に入隊し、高速帆船(ブリッグ)のManchester Packetの乗員になった。
1822年にパリに戻り、オラース・ヴェルネのもとで絵を学んでいた兄に影響されて画家となる決心をして、歴史画家、アンヌ＝ルイ・ジロデ＝トリオゾンについて学び、その年のサロンにデビューした。翌年、兄とセーヌ川での水難事故に巻き込まれ、ギュダンは生還したが兄は水死した。
1824年の展覧会にも出展し、後に国王となるルイ・フィリップから、絵の依頼を受け、1928年には国王シャルル10世からギリシャ独立戦争でのフランス海軍の英雄、ビッソン(Ensign Hippolyte Bisson)の英雄的行動の場面を描いた絵画の注文を受けた。
1830年のフランスのアルジェリア侵攻に際して友人の海軍士官、アベル・オーベール・デュプティ＝トゥアールの指揮する軍艦に同乗しアルジェリアに渡り、多くのスケッチを制作した。1830年に国王ルイ・フィリップによってフランス海軍の公式画家(Peintre officiel de la Marine)に任じられた。フランス海軍の歴史に関する絵画を多く描いた。
1841年にレジオンドヌール勲章（オフィシエ）を受勲し、1844年にイギリスの将軍、ジェームズ・ヘイ(James Hay:1788-1862)の娘と結婚した。1848年のフランス革命の間は、フランスとイギリスを行き来し、政治的には中立を守った。1857年にレジオンドヌール勲章（コマンドゥール）を受勲した。
1864年に創設されたフランス水難救助協会(Société centrale de sauvetage des naufragés、後の Société nationale de sauvetage en mer)の設立に尽力し、副会長を務めた。1870年にフランス第二帝政が倒れるとイギリスに亡命し、1879年までイギリスに滞在した。1879年にフランスに戻り1880年にブローニュ＝ビヤンクールで死去した。

## 作品

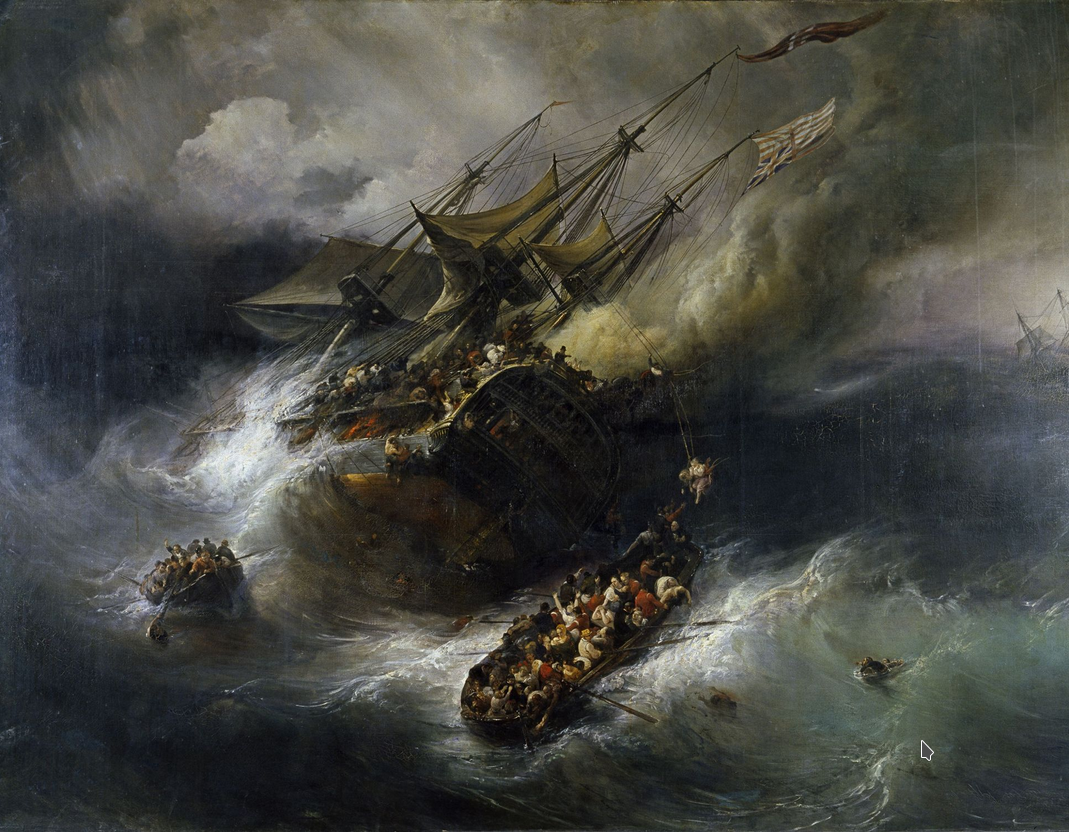
東インド会社の商船Kentの沈没 (1828)
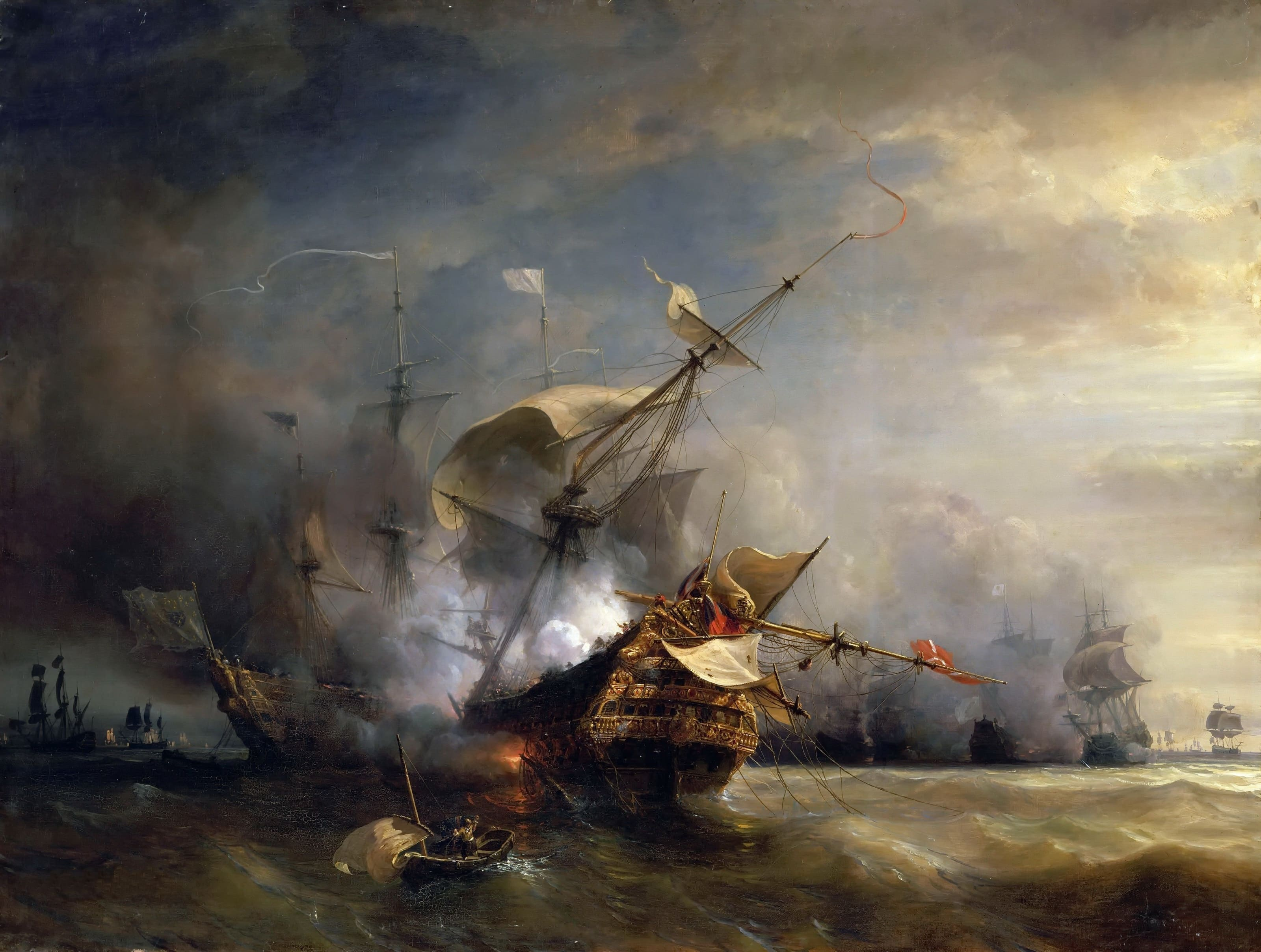
スペイン継承戦争のLizardの海戦
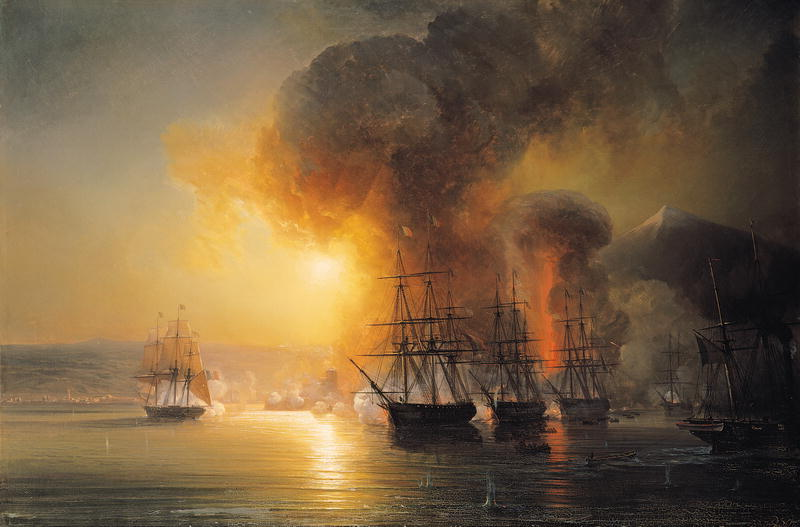
ベラクルスの戦い
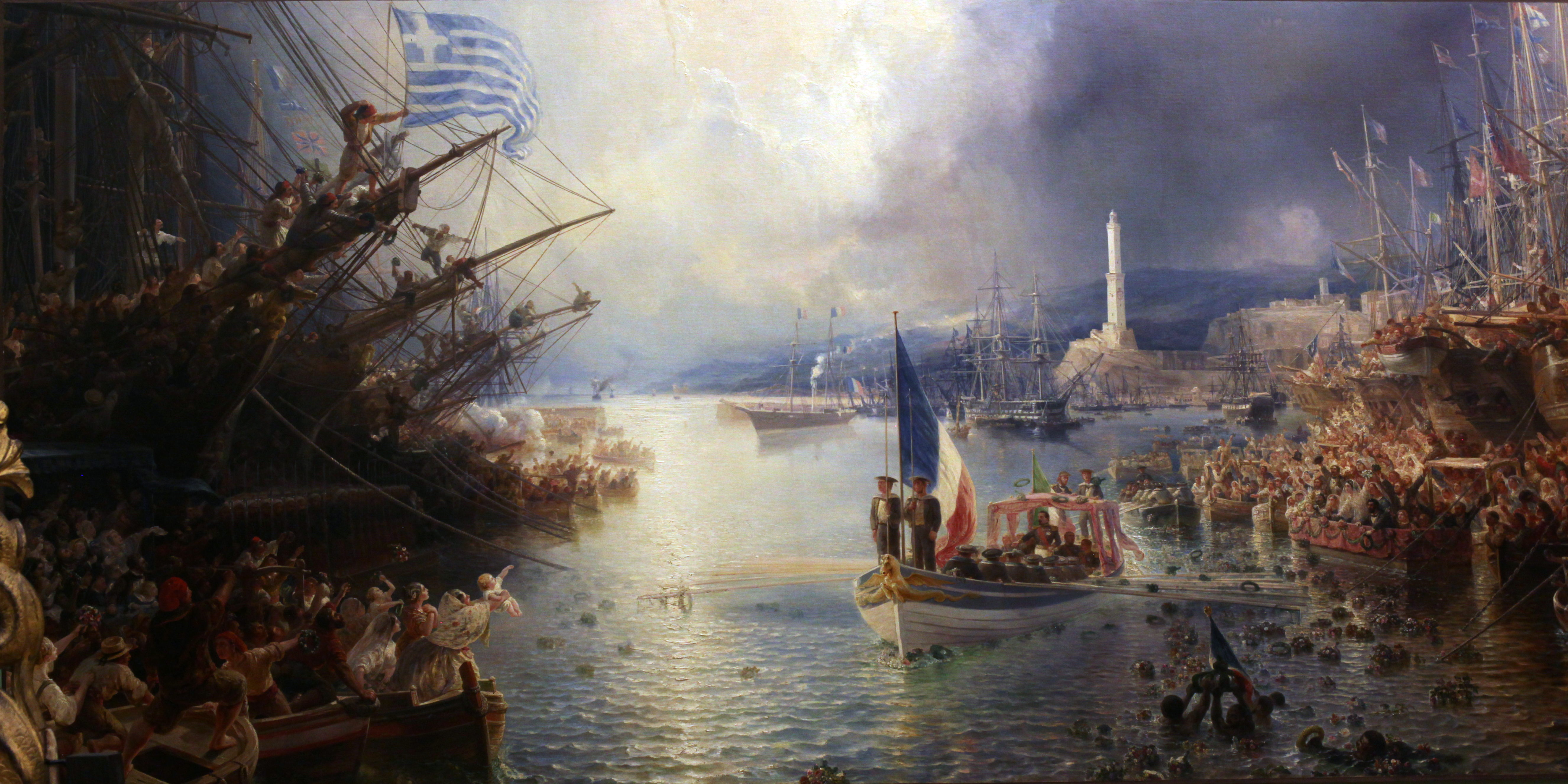
第二次イタリア独立戦争中にジェノヴァを訪れたナポレオン3世
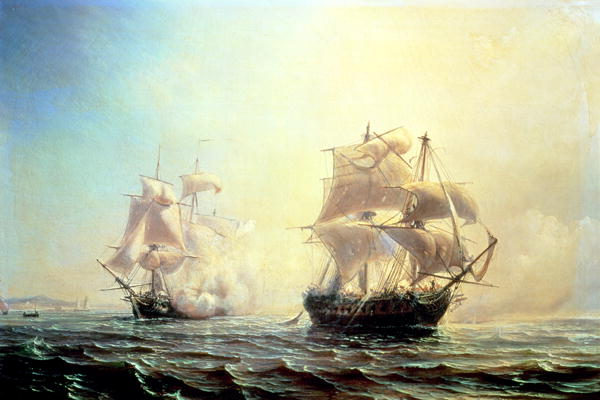
L'Embuscade と HMS Bostonの戦闘
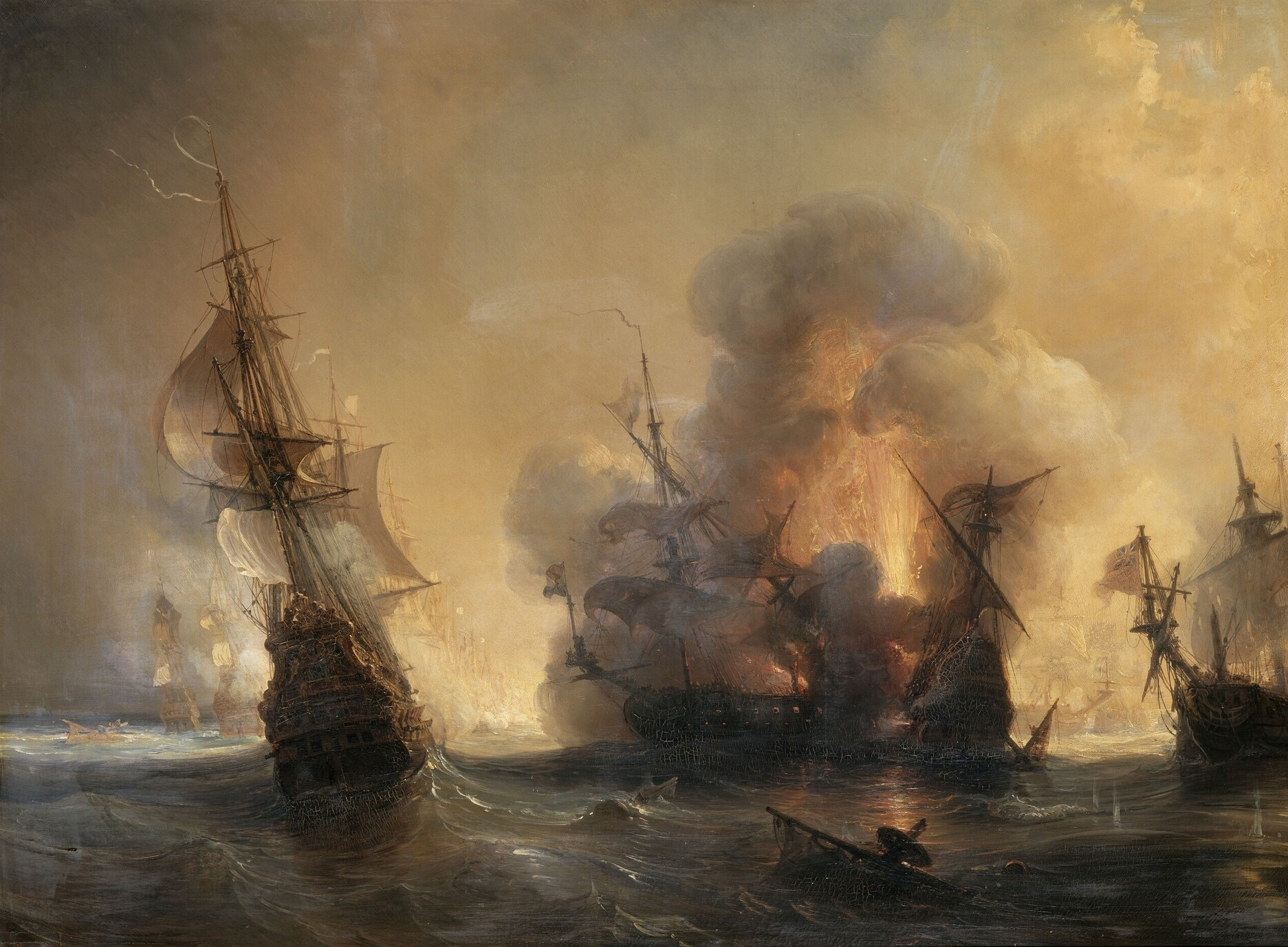
ラゴスの海戦

## 関連図書
- Souvenirs du baron Gudin : Peintre de la marine (1820-1870), edited by Edmond Béraud, Plon, (1921) Full text online @ Gallica
- Alain Noslier, "Théodore Jean Antoine Gudin : premier peintre officiel de la Marine en 1830" In, Les Cahiers de la vie à Cancale #30, 2006, pgs.70-79
- Stéphanie Debuiche, "Théodore Gudin au Musée national de la Marine" In, Neptunia #260, 2010, pgs.24-32
- Stéphanie Debuiche, "Théodore Gudin : de la mer à la cour" In, Chasse-marée #228, 2010, pgs.60-65